# VV Juliana
Voetbal en Atletiekvereeniging Juliana is een voormalige amateurvoetbalclub uit Spekholzerheide.

## Algemeen
De club werd op 20 juli 1910 opgericht nadat de eerste plannen al in 1906 gemaakt waren. Vanaf 1913 werd er gespeeld in de derde klasse van de Limburgse Voetbalbond. Daarin werd de club direct kampioen ging in 1915 (in het seizoen 1914/15 werd er door de mobilisatie vanwege de Eerste Wereldoorlog geen competitie gespeeld) in de tweede klasse spelen.
Vanaf 1934 speelde Juliana op het hoogste niveau in de eerste klasse van het district zuid. In het seizoen 1939/40 werd de club afdelingskampioen en mocht het meedoen aan de kampioenscompetitie om het landskampioenschap. Daarin eindigde Juliana als vierde na kampioen Feijenoord, Blauw-Wit en Heracles en voor GVAV. Tussen 1942 en 1945 speelde de club onder de naam Spekholzerheide omdat de Duitse bezetter verwijzingen naar het Nederlands Koninklijk Huis niet toestond.
Eind november 1954 fuseerde de Juliana, dat nog steeds in de eerste klasse speelde, met de die zomer opgerichte profclub Rapid '54 die in de Nederlandse Beroeps Voetbal Bond (NBVB) speelde. De KNVB en de NBVB gingen samen verder en ook Rapid '54 en Juliana gingen samen verder als Rapid JC (Rapid Juliana Combinatie). Ook in de naam van de huidige club Roda JC Kerkrade verwijst de J naar Juliana.
Hub Vroomen speelde ten tijde van zijn enige wedstrijd in het Nederlands voetbalelftal in maart 1940 bij Juliana.

Stamboom van Roda JC

## Betaald voetbal

### Overzichtslijsten
| Resultaten van VV Juliana sinds de toetreding in het betaald voetbal in 1954 | Resultaten van VV Juliana sinds de toetreding in het betaald voetbal in 1954 | Resultaten van VV Juliana sinds de toetreding in het betaald voetbal in 1954 | Resultaten van VV Juliana sinds de toetreding in het betaald voetbal in 1954 | Resultaten van VV Juliana sinds de toetreding in het betaald voetbal in 1954 | Resultaten van VV Juliana sinds de toetreding in het betaald voetbal in 1954 | Resultaten van VV Juliana sinds de toetreding in het betaald voetbal in 1954 | Resultaten van VV Juliana sinds de toetreding in het betaald voetbal in 1954 | Resultaten van VV Juliana sinds de toetreding in het betaald voetbal in 1954 | Resultaten van VV Juliana sinds de toetreding in het betaald voetbal in 1954 | Resultaten van VV Juliana sinds de toetreding in het betaald voetbal in 1954 | Resultaten van VV Juliana sinds de toetreding in het betaald voetbal in 1954 | Resultaten van VV Juliana sinds de toetreding in het betaald voetbal in 1954                                   |
| Seizoen                                                                      | Competitie                                                                   | Competitie                                                                   | Competitie                                                                   | Competitie                                                                   | Competitie                                                                   | Competitie                                                                   | Competitie                                                                   | Competitie                                                                   | Competitie                                                                   | Kwalificatie                                                                 | KNVB beker                                                                   | Bijzonderheid                                                                                                  |
| Seizoen                                                                      | Divisie                                                                      | GW                                                                           | W                                                                            | G                                                                            | V                                                                            | PNT                                                                          | DV                                                                           | DT                                                                           | POS                                                                          | Kwalificatie                                                                 | KNVB beker                                                                   | Bijzonderheid                                                                                                  |
| ---------------------------------------------------------------------------- | ---------------------------------------------------------------------------- | ---------------------------------------------------------------------------- | ---------------------------------------------------------------------------- | ---------------------------------------------------------------------------- | ---------------------------------------------------------------------------- | ---------------------------------------------------------------------------- | ---------------------------------------------------------------------------- | ---------------------------------------------------------------------------- | ---------------------------------------------------------------------------- | ---------------------------------------------------------------------------- | ---------------------------------------------------------------------------- | --- |
| 1954/55                                                                      | Eerste klasse D                                                              | 9                                                                            | 3                                                                            | 3                                                                            | 3                                                                            | 9                                                                            | 16                                                                           | 22                                                                           | 9e                                                                           | –                                                                            | Geen bekertoernooi                                                           | VV Juliana treedt toe tot het betaald voetbal en fuseert na het afgebroken seizoen met Rapid '54 tot Rapid JC. |

### Spelers
- Johan Adang

### Topscorers
- 1954/55:  Harrie van 't Hoofd (5)

### Trainers
- 1940:  Lejeune
- 1948–1949:  Pol den Hoed
- 1949–1950:  István Janovitz
- 1950–1952:  J. Bertholet
- 1952–1955:  Ben Tap

VV Chevremont · RKVV Haanrade · FC Kerkrade-West · Laura Hopel Combinatie · KVC Oranje · RKTSV · SVA Bleijerheide

Voormalig: Bleijerheide · Juliana · Minor ·  RKVV Miranda ·  Rapid JC · Roda Sport · Kerkrade